# سليمان قشلاق
سليمان‌ قشلاق هي قرية في مقاطعة ميانة، إيران. عدد سكان هذه القرية هو 30 في سنة 2006.